# Billy Davies
Billy Davies est un footballeur et entraîneur écossais né le 31 mai 1964 à Glasgow.

## Biographie
Billy Davies passe la majeure partie de sa carrière de joueur dans le championnat écossais. Il débute chez les Rangers en 1981 et joue par la suite sous les couleurs de St. Mirren et du Dunfermline Athletic. Le dernier club dont il porte le maillot est Motherwell, dont il devient entraîneur-joueur, puis entraîneur à part entière en 1998.
Lors de sa première saison comme entraîneur de Motherwell, Davies évite au club la relégation en deuxième division. Il est renvoyé au début de la saison 2001-2002, victime des mauvais résultats de son équipe. Il rejoint alors le club anglais de Preston North End comme adjoint de Craig Brown, puis entraîneur à part entière après le départ de Brown, en 2004. Sous sa direction, le club se qualifie pour les barrages de promotion en Premier League lors des saisons 2004-2005 et 2005-2006, mais échoue à deux reprises à les remporter. C'est avec Derby County que Davies parvient finalement à remporter ces barrages de promotion en 2007. La saison suivante débute très mal, et Davies quitte Derby County par consentement mutuel dès le mois de novembre, alors que le club n'a marqué que six points en quatorze journées.
Davies rejoint un autre club de D2 anglaise, Nottingham Forest, fin 2008. Comme avec Preston North End, il connaît deux échecs successifs en barrages de promotion, ce qui entraîne son renvoi en juin 2011. Il revient à Nottingham Forest en février 2013, mais son deuxième passage à la tête du club est moins bon que le premier et il est renvoyé en mars 2014.
Billy Davies a remporté à sept reprises le titre d'« entraîneur du mois » de la deuxième division anglaise :
- deux fois avec Preston North End (janvier et avril 2006) ;
- deux fois avec Derby County (novembre 2006 et janvier 2007) ;
- trois fois avec Nottingham Forest (décembre 2009, janvier 2011 et mars 2013).

C'est un record qu'il partage avec Chris Hughton.